# Хойфахэ
Хойфахэ́ (кит. упр. 辉发河) — река в китайской провинции Гирин, левый приток Сунгари.

## География
Исток реки находится на горе Лунган в Цинъюань-Маньчжурском автономном уезде. Оттуда река течёт на северо-восток сквозь Мэйхэкоу, затем между Паньши и Хуэйнань, и на территории Хуадяня впадает в Сунгари.